# 坂下千津子
坂下 千津子（さかした ちづこ、1933年12月8日 - 1972年5月17日）は、富山県出身の元体操選手。東京女子体育大学卒業後、富山商の教員時に1956年メルボルンオリンピック体操女子代表。1972年病気で死亡。38歳没。